# تاکویا ماتسورا
تاکویا ماتسورا (انگلیسی: Takuya Matsuura؛ زادهٔ ۲۱ دسامبر ۱۹۸۸) بازیکن فوتبال اهل ژاپن است.
از باشگاه‌هایی که در آن بازی کرده‌است می‌توان به باشگاه فوتبال آویسپا فوکوئوکا و باشگاه فوتبال جوبیلو ایواتا اشاره کرد.